# 66939 Franscini
66939 Franscini è un asteroide della fascia principale. Scoperto nel 1999, presenta un'orbita caratterizzata da un semiasse maggiore pari a 2,9693176 UA e da un'eccentricità di 0,0655893, inclinata di 10,61325° rispetto all'eclittica.
L'asteroide è dedicato al politico svizzero Stefano Franscini.